# Pleistodontes cuneatus
Pleistodontes cuneatus is een vliesvleugelig insect uit de familie vijgenwespen (Agaonidae). De wetenschappelijke naam is voor het eerst geldig gepubliceerd in 1990 door Wiebes.